# Draw (logiciel de dessin vectoriel)
 (avril 2013).
Si vous disposez d'ouvrages ou d'articles de référence ou si vous connaissez des sites web de qualité traitant du thème abordé ici, merci de compléter l'article en donnant les références utiles à sa vérifiabilité et en les liant à la section « Notes et références ».
Draw est l’outil de dessin vectoriel de suites bureautiques libres LibreOffice et Apache OpenOffice. Il peut être utilisé pour effectuer certaines tâches des logiciels Microsoft Visio (diagrammes) et Microsoft Publisher de la suite bureautique Microsoft Office. Mais il est plus proche des logiciels comme Inkscape, Adobe Illustrator ou CorelDraw.
Le logiciel gère dans sa version actuelle le format SVG de façon native. Les fichiers réalisés sous Draw peuvent être exportés aux formats PDF et Flash en natif.

## Dessin 2D
L'outil Draw propose une grande partie des outils standard propres à un logiciel de dessin vectoriel :
- notion de calques superposés qui peuvent être manipulés indépendamment ;
- chaque élément graphique est un « objet » qui peut être désigné, déplacé, mis à l'échelle, déformé, etc. et auquel on peut affecter des attributs (type et couleur de tracé, type et couleur de remplissage, etc.) ;
- parmi les éléments graphiques, on trouve :
  - courbe polygonale, courbe spline,
  - arc, cercles,
  - chaîne de caractères,
- outil de cotation.

## La 3D

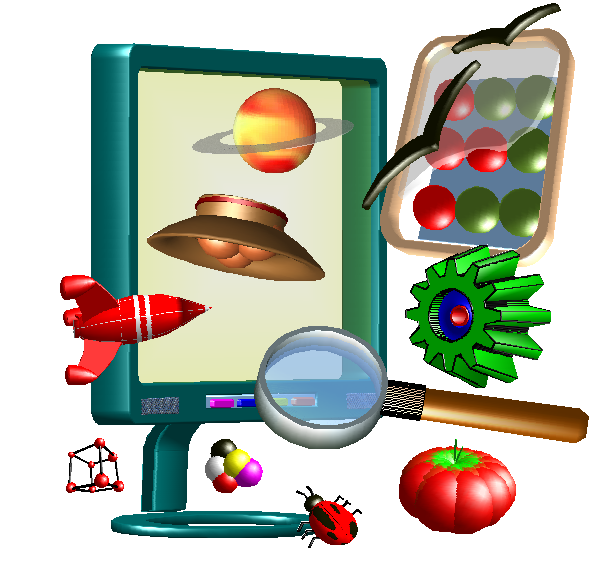
La 3D avec Draw.

Le module 3D permet d’inclure quelques éléments prédéfinis (cube, sphère, cône, pyramide, etc.) ou définis par l’utilisateur depuis des formes 2D. Les formes 2D sont transformées par extrusion droite ou conique et par révolution en trois dimensions.
Elles sont gérées par un outil unique « Effets 3D » qui donne accès à de nombreux réglages, comme :
- Représentation - mode de rendu (Gouraud, Phong, Plat), ombre portée, réglages de caméra ;
- Éclairage - huit sources de lumières de type Spot (en plus de l’ambiance) avec un réglage individuel de la couleur et de la position spatiale ;
- Textures - gestion en cinq réglages par bouton on/off des textures appliquées ;
- Matériau - réglages couleur/réflexion pour imiter les matières.

En résumé, la 3D avec Draw est encadrée par deux principes : on peut créer des formes 3D et les réunir dans un espace commun (Groupement 3D), mais on ne peut pas réaliser d’opérations booléennes sur ces formes 3D ni agir sur une seule des facettes. La vue est en perspective, mais les actions sont limités par le plan 2D (x, y) face à l’écran.

## Identité visuelle

Logo de la version 2.0.
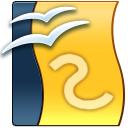
Logo de la version 3.0.
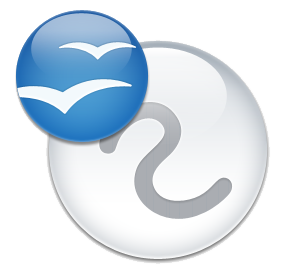
Logo de la version 3.2.1.

## Logiciels concurrents
- Adobe Illustrator
- DrawBerry (Mac OS X)
- Inkscape (logiciel libre)
- StarOffice Draw